# Neoepinnula orientalis
Neoepinnula orientalis és una espècie de peix pertanyent a la família dels gempílids.

## Descripció
- Pot arribar a fer 30 cm de llargària màxima.
- El seu color varia entre el marró verdós i el marró fosc.
- Les cavitats bucal i branquial són negres.
- 17 espines i 17-20 radis tous a l'aleta dorsal i 3 espines i 17-19 radis tous a l'anal.
- Té dues línies laterals als flancs, les quals tenen llur origen a la part de dalt de l'angle superior de l'obertura branquial.[6][7]

## Reproducció
Assoleix la maduresa sexual en arribar als 15 cm de longitud.

## Alimentació
Menja peixets, crustacis i cefalòpodes.

## Depredadors
És depredat per la tonyina d'aleta groga (Thunnus albacares) i la tonyina d'ulls grossos (Thunnus obesus).

## Hàbitat
És un peix marí i bentopelàgic que viu entre 200 i 570 m de fondària i entre les latituds 37°N-31°S i 32°E-140°E.

## Distribució geogràfica
Es troba a la Conca Indo-Pacífica: Austràlia, la Xina, Comores, Timor Oriental, Fiji, l'Índia, Indonèsia, el Japó (incloent-hi les illes Ryukyu), Kenya, Madagascar, Malàisia, Moçambic, el Pakistan, les illes Filipines, les illes Seychelles, Somàlia, Sud-àfrica, Taiwan, Tanzània, Tailàndia i Tuvalu.

## Observacions
És inofensiu per als humans.